# Шабалкин, Игнатий Михайлович
Игнатий Михайлович Шабалкин (1853—?) — крестьянин, депутат II Государственной Думы от Пензенской губернии.

## Биография
Крестьянин из села Тепловка Инсарского уезда Пензенской губернии. Окончил сельскую школу. Служил волостным писарем в течение 14 лет. Занимался земледелием на наделе площадью 4 десятины и на 10 десятинах купленной земли. В момент выборов в Думу оставался беспартийным.
7 февраля 1907 года был избран в Государственную думу II созыва от общего состава выборщиков Пензенского губернского избирательного собрания. В Думе вошёл в состав в Трудовой группы и фракции Крестьянского союза. Состоял в думской комиссии по местному самоуправлению.
Дальнейшая судьба и дата смерти неизвестны.

### Рекомендуемые источники
- Пензенская энциклопедия. — М., 2001.
- Колесниченко Д. А. Состав Трудовой группы в I и II Государственных думах: Сводная таблица членов фракции. — М., 1988. — С. 118—119.

### Архивы
- Российский государственный исторический архив. Фонд 1278. Опись 1 (2-й созыв). Дело 487; Дело 585. Лист 10.